# 김세중기념사업회
김세중기념사업회는 조각가 고 김세중 기념사업을 추진하고 조각미술의 진흥발전을 위하여 1987년 1월 31일 설립된 문화체육관광부 소관의 재단법인이다. 사무실은 서울특별시 용산구 효창원로70길 35 (효창동)에 있다.

## 주요 사업
- 조각상의 제정 및 시상
- 조각전문지 출간 및 장학금 지원
- 조각작품의 국제교류 지원전용 전시장 운영